# Riddimzz Team
Riddimzz Team powstał w 2007 roku we Wrocławiu, to nowy projekt Piotra "Zwierza" Stanclika, basisty legendarnych składów polskiej sceny reggae – Stage of Unity, Tumbao oraz Tumbao Riddim Band. W nowym zespole grają muzycy od dawna tworzący polską scenę reggae, znani z udziału w takich projektach jak Tumbao Riddim Band, Natural Dread Killaz, Lion Vibration.
Po krótkim czasie przygotowań zespół zadebiutował we wrocławskiej Hali Stulecia jako backing band dla kilku z najlepszych wokalistów polskiej sceny reggae – Bob One, Junior Stress, Bas Tajpan czy Mesajah, poprzedzając występ jamajskiej legendy sceny reggae Sizzla Kalonji. Zespół występował też wspólnie z jamajskim wokalistą Yah Meekiem, Natural Dread Killaz oraz przedstawicielem młodego pokolenia polskiej sceny reggae – Calem.
Muzyka Riddimzz Team to oprawiona w nowoczesne brzmienia mieszanka klasycznego reggae z rootsem, dancehallem oraz dubem, co z pewnością spodoba się publiczności przybyłej na koncert grupy. Zespół grał z niemiecką wokalistką Marlene Johnson, znaną ze współpracy z austriackim House Of Riddim oraz brytyjską gwiazdą Dub – Zion Train (w 2007 użyczyła swego głosu na albumie Live As One) i wielu koncertów w Polsce, Szwajcarii, Austrii i Niemczech. W maju 2008 roku został wydany jej debiutancki album My Type O’Smoove, wyprodukowany przez House Of Riddim i wydany przez VelocitySounds Rec.
Od października 2009 Riddimzz Team & Marlene Johnson przygotowywali modern rootsowy materiał w studiu HaKeYoQ we Wrocławiu. Premiera debiutanckiego albumu była zaplanowana na lato 2010 r.